# Pavona duerdeni
Espèce
Statut de conservation UICN

 LC  : Préoccupation mineure
Statut CITES
Pavona duerdeni est une espèce de coraux appartenant à la famille des Agariciidae.